# Vicente Jiménez Zamora
Vicente Jiménez Zamora (Ágreda, Soria, 28 de enero de 1944) es un sacerdote católico español, sucesivamente obispo de Osma-Soria, de Santander y arzobispo de Zaragoza.

## Biografía

### Formación
Se licenció en Filosofía por la Universidad Pontificia de Santo Tomás de Aquino, en Teología Dogmática por la Pontificia Universidad Gregoriana y se especializó en Teología Moral por la Academia Alfonsiana, fundada y regida por los Redentoristas. Todos estos estudios los realizó en Roma. Por otra parte, realizó los estudios eclesiásticos en los seminarios de El Burgo de Osma, Comillas (1964-1966) y Roma.

### Sacerdocio
Entre 1970 y 1974 fue profesor de Antropología Filosófica, Ética, Teología Moral y Pastoral en el Seminario Diocesano de El Burgo de Osma y dio clases de Religión en el instituto de bachillerato "Antonio Machado" de Soria (1974-1988). Fue sacerdote en varias parroquias de Soria y desempeñó las funciones de delegado diocesano de Enseñanza (1978-1985), delegado diocesano del Clero (1985-1992), vicario de Pastoral (1988-1993), vicario episcopal para el Sínodo Diocesano (1994-1998), canónigo de la concatedral de Soria y profesor de la Escuela Diocesana de Teología.

## Episcopado

### Obispo de Osma-Soria
Fue nombrado vicario general de la diócesis de Osma-Soria en 2001 y posteriormente administrador, hasta que tomó posesión el 17 de julio de 2004 como obispo de esta diócesis bajo el papado de Juan Pablo II.

### Obispo de Santander
El 27 de julio de 2007 fue nombrado obispo de la Santander por Benedicto XVI, tomando posesión el 9 de septiembre.
El 29 de marzo de 2014 es nombrado miembro de la Congregación para los Institutos de Vida Consagrada y las Sociedades de Vida Apostólica por el papa Francisco.

### Arzobispo de Zaragoza
El día 12 de diciembre de 2014 fue nombrado arzobispo de Zaragoza por el papa Francisco, tomando posesión de la archidiócesis el 21 de diciembre siguiente.
El 28 de mayo de 2019 fue confirmado como miembro de la Congregación para los Institutos de Vida Consagrada y las Sociedades de Vida Apostólica usque ad octogesimum annum.

### Renuncia
El 28 de enero de 2019, al cumplir los setenta y cinco años y según lo dispuesto en el canon 401.1 del Código de Derecho Canónico, presentó su renuncia al arzobispado de Zaragoza. El papa Francisco aceptó su renuncia en octubre de 2020 y nombró como sucesor de la Archidiócesis de Zaragoza a monseñor Carlos Escribano. Permaneció como administrador apostólico hasta el 21 de noviembre.
Entre 2021 y 2025 fue el coordinador del Equipo sinodal de la Conferencia Episcopal Española (CEE) para el Sínodo de la Sinodalidad. Participó en representación de la CEE en la primera sesión (4 al 29 de octubre de 2023) y en la segunda (2 al 27 de octubre de 2024) de la XVI Asamblea general ordinaria del Sínodo de los Obispos.
El 2 de enero de 2024 se hizo público su nombramiento como administrador apostólico sede vacante de las diócesis de Huesca y de Jaca, unidas in persona Episcopi. Ejerció este ministerio hasta el 14 de junio de 2025 en la sede de Huesca y hasta el 15 de junio de 2025 en la sede de Jaca.

## Obras publicadas
- Moral para Jóvenes (Madrid, 1984).[9]